# Konstantinos Tasoulas

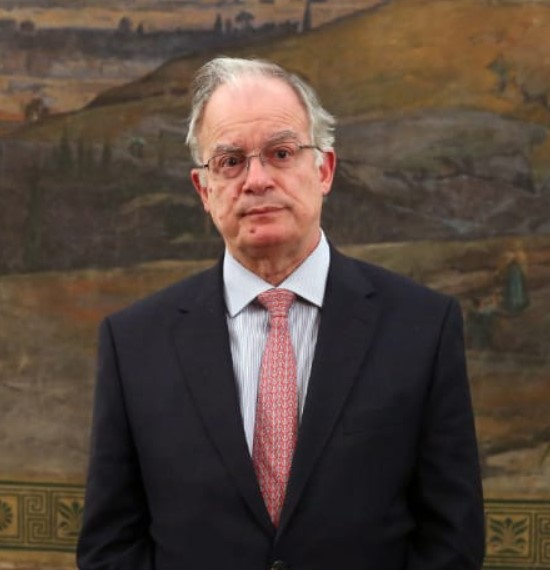
Konstantinos Tasoulas, 2019

Konstantinos Tasoulas (griechisch Κωνσταντίνος Τασούλας,  * 17. Juli 1959 in Ioannina) ist ein griechischer Politiker der Nea Dimokratia (ND). Er ist seit 2025 Staatspräsident Griechenlands.

## Leben
Tasoulas absolvierte nach dem Schulbesuch ein Studium der Rechtswissenschaften an der Nationalen und Kapodistrias-Universität Athen und nahm nach Abschluss des Studiums eine Tätigkeit als Rechtsanwalt auf. 1981 wurde er Privatsekretär von Evangelos Averoff, der zwischen 1981 und 1984 Vorsitzender der Nea Dimokratia war. Danach arbeitete er von 1988 bis 1989 mit finanzieller Unterstützung durch ein Stipendium des British Council in einer Kanzlei von Solicitors in London sowie anschließend zwischen 1989 und 1990 als Berater der Ministerien für Nationale Wirtschaft, Handel und Landwirtschaft.
Seine politische Laufbahn begann Tasoulas in der Kommunalpolitik, als er 1990 zum Mitglied des Gemeinderates von Kifisia gewählt wurde. Zugleich war er von Oktober 1990 bis September 1993 Vorsitzender der Organisation für Exportförderung und zeitweilig auch Mitarbeiter der Wirtschaftszeitschrift Viomichaniki Epitheorisi (Βιομηχανική Επιθεώρηση). Konstantinos Tasoulas verfasste zahlreiche Artikel für verschiedene Fachzeitschriften. Von 1994 bis 1998 war er Bürgermeister von Kifisia. 2001 wurde er von einem Bauunternehmer aus Kifisia der versuchten Erpressung bezichtigt. Da er damals als Abgeordneter bereits Immunität genoss, wurde kein Verfahren eingeleitet. Tasoulas wies die Vorwürfe als politisch motiviert zurück.
Bei der Wahl vom 8. April 2000 wurde er als Kandidat der Nea Dimokratia erstmals zum Mitglied des Parlaments (Βουλή των Ελλήνων Voulí ton Ellínon) gewählt und gehört diesem seither als Vertreter des Wahlkreises Ionnina an. Während seiner Parlamentszugehörigkeit war er Mitglied des Ständigen Ausschusses für öffentliche Verwaltung, soziale Ordnung und Justiz. Darüber hinaus war er in der Parteiführung der ND verantwortlich für Angelegenheiten des öffentlichen Dienstes, die Gewerkschaft für Mitarbeiter des öffentlichen Dienstes, illegale Einwanderung, Sondertruppen und Grenzbehörden sowie ferner für Tourismusangelegenheiten.
Im September 2007 wurde Tasoulas von Premierminister Kostas Karamanlis zum stellvertretenden Minister für Nationale Verteidigung ernannt. Er war als solcher bis Oktober 2009 einer der engsten Mitarbeiter des damaligen Ministers für Nationale Verteidigung Vangelis Meimarakis. Danach fungierte er als Generalsekretär der Fraktion der ND, ehe er am 24. Juli 2012 durch Athanasios Bouras abgelöst wurde.
Am 10. Juni 2014 berief Premierminister Andonis Samaras ihn zum Kulturminister in dessen Kabinett, dem er bis zum 25. Januar 2015 angehörte. Er wurde damit Nachfolger von Panagiotis Panagiotopoulos, der nach dem schlechten Abschneiden der Nea Dimokratia bei der Europawahl 2014 als Minister entlassen wurde. Tasoulas war Mitglied des Ständigen Parlamentsausschusses für Auswärtige Angelegenheiten und Verteidigung, des Ausschusses für Abrüstungsprogramme und -verträge sowie des Ständigen Sonderausschusses für parlamentarische Ethik. Von 2019 bis 2025 war er Präsident des griechischen Parlaments.
Bei der Präsidentschaftswahl in Griechenland 2025 wurde Tasoulas im vierten Wahlgang am 12. Februar 2025 zum Präsidenten gewählt. Er trat das Amt als Nachfolger von Katerina Sakellaropoulou am 13. März 2025 an.
Tasoulas gilt als dem nationalistischen Flügel der Nea Dimokratia nahestehend.